# Kościół św. Michała Archanioła w Łagowie
Kościół świętego Michała Archanioła w Łagowie – rzymskokatolicki kościół parafialny znajdujący się w mieście Łagów, w województwie świętokrzyskim. Należy do dekanatu świętokrzyskiego diecezji sandomierskiej.

## Historia

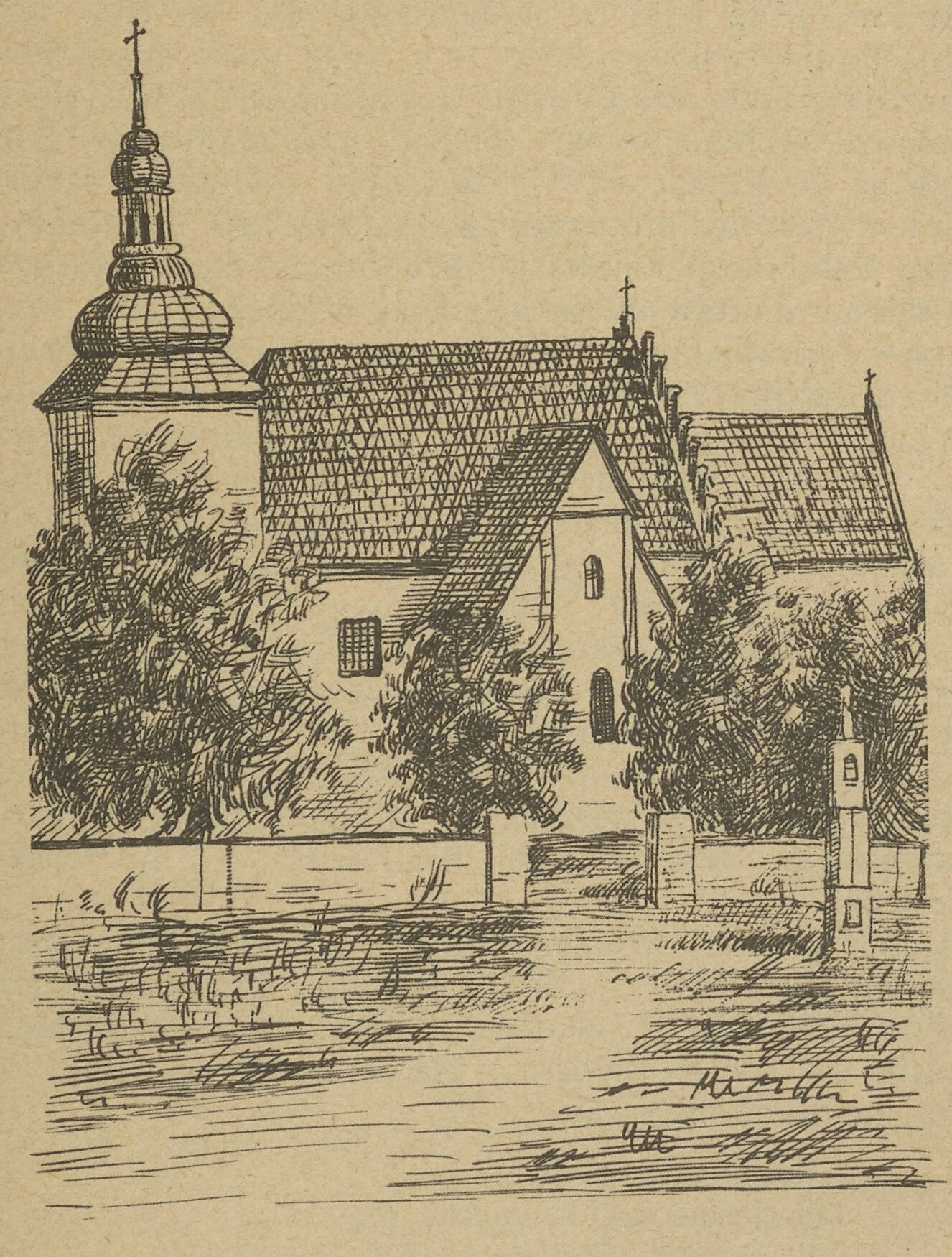
Kościół przed 1907

Świątynia została wzniesiona w 1582 roku dzięki staraniom biskupa włocławskiego Hieronima Rozdrażewskiego. Prezbiterium jest starsze i pochodzi z końca XV wieku. W październiku 1944 roku budynek został zniszczony przez pożar. Po II wojnie światowej obiekt został odbudowany dzięki staraniom księży proboszczów: Jana Oracza i Ignacego Bilnickiego oraz wiernych. Dalsza konserwacja budynku została wykonana podczas posługi księdza proboszcza Kazimierza Kończyka. W 1981 roku zakończono restaurację budowli.

## Architektura i wyposażenie
Kościół reprezentuje styl późnogotycki i posiada trzy nawy. Jest to budowla murowana. W prezbiterium jest umieszczony ołtarz główny w stylu późnego renesansu, pochodzący z 1600 roku.